# ХК Ред бул Салцбург
Ред бул Салцбург је аустријски хокејашки клуб из Салцбурга. Утакмице као домаћин игра у Ајсарени, капацитета 3600 места. Клуб се тренутно такмичи у аустријској ЕБЕЛ лиги.

## Историја
ХК Ред бул је основан 2000. године. Његов претходник, Салцбург ЕЦ, последњи пут је играо у највишем рангу аустријског хокеја у сезони 1987./88. Успон хокеја у Салцбургу почиње повратком у прву лигу у сезони 2004/05. Прву сезону завршавају на последњем месту (нико није испао), али су већ следеће сезоне, захваљујући спонзору Ред булу, ојачали екипу и ушли у финале плеј офа.
Прву титулу освојили су у сезони 2006/07., када су у финалу победили ХК Филахер СВ, а следеће сезоне „Бикови“ су одбранили наслов у контроверзном финалу против Олимпије. Иако су Словенци повели са 3:1 у победама, четврта утакмица је због непоштовања правила о бодовању играча регистрована службеним резултатом у корист Аустријанаца. У преостале две утакмице екипа из Салцбурга је победила Љубљанчане и освојили другу титулу у својој историји. Следеће сезоне Ред бул је освојио треће место у лиги, али је победама над Акрони Јесеницама у четвртфиналу и Вијена капиталсима у полуфиналу, дошао до четвртог узастопног финала плеј-офа. У финалу их је победио Клагенфурт у седам утакмица, па су тако хокејаши из Салцбурга након две сезоне остали без титуле. У сезони 2009./10. поново су освојили титулу победивши са 4:2 Блек вингс Линц. Исти успех је поновљен и следеће сезоне када су после велике борбе и седам меча били бољи од Клагенфурта и тако су четврти пут постали прваци Аустрије.

## Трофеји
- Хокејашка лига Аустрије:
  - Првак (4) : 2006/07, 2007/08, 2009/10, 2010/11, 2013/14, 2014/15,